# Stuureffect van de spooras

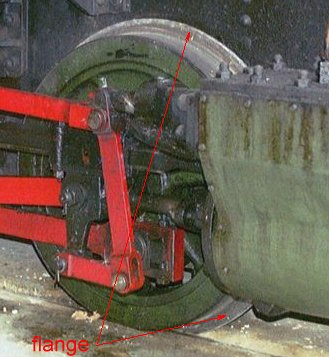
Flens aan spoorwiel

Het stuureffect van de spooras, of de centrerende werking van het wielstel, zorgt ervoor dat de wielen van een trein de rails volgen. Een wielstel bestaat uit een as en twee wielen en deze vormen een vast geheel. Beide wielen draaien daarom altijd precies even snel. De loopvlakken van de wielen zijn conisch, met aan de binnenzijde, waar de flens zit, een iets grotere diameter dan aan de buitenzijde. Hierdoor centreert het wielstel zichzelf tussen beide rails van het spoor. De wielflenzen raken de rails alleen als de centrerende werking tekort schiet, bijvoorbeeld in krappe bogen of bij berijden van bogen met verkanting met een hogere of lagere snelheid dan de ontwerpsnelheid.

## Werking

Zelfcentrerend

Als bijvoorbeeld het linker treinwiel een beetje naar de buitenzijde van het spoor loopt, dan schuift het raakpunt van rail en wiel naar de binnenzijde van het wiel, waar het een iets grotere diameter heeft. Tegelijkertijd gaat het raakpunt van het rechterwiel meer naar de buitenzijde waar het juist een iets kleinere diameter heeft. Doordat beide wielen even snel draaien zal het linkerwiel iets sneller vooruitkomen dan het rechterwiel; de as stuurt naar rechts en daarmee weer naar het midden. Deze zelfcorrigerende sturing slaat meestal een beetje door, zodat even later het rechterwiel een beetje naar de buitenzijde van het spoor loopt. Zo loopt een wielstel een beetje slingerend over het spoor, zonder dat de wielflenzen van de spoorwielen tegen de rails aanlopen. Dit wordt vetergang of sinusloop genoemd.

## Onderhoud van wiel- en railprofielen en het spoor
De eisen waaraan het wiel- en railprofiel moeten voldoen zijn hoger naarmate de snelheid van de trein groter is. Voor hogesnelheidstreinen gebruikt men wielen die minder conisch zijn. Daardoor verloopt de stuurcorrectie trager en wijken de wielstellen minder uit. Dat resulteert in een rustiger loop van de trein. Ook de ligging van het spoor moet beter zijn naarmate de snelheid van de trein groter is.
Na beschadiging of bij slijtage gaan wielstellen van een trein naar een kuilwielenbank, waar ze hersteld worden door een klein laagje van het wielstel te verwijderen, 'af te draaien'. Rails worden onderhouden door een slijptrein of een trein die de rails freest.

## Aanlopen
Als de flenzen tegen een rail aanlopen ondervindt de trein extra rijweerstand doordat de flenzen langs de rails wrijven. Ook geeft dit geluidsoverlast.
Bij harde dwarswind gebeurt dit wel en dat is er de oorzaak van dat zijwind bij een trein meer trekkracht vergt dan tegenwind. Het zijoppervlak van een trein is immers vele malen groter dan het frontoppervlak, zodat ook de dwarskracht vele malen groter is dan de luchtweerstand. Hierdoor kan, hoewel de afremmende kracht slechts een fractie is van de daar haaks op staande dwarskracht, de afremmende werking van dwarswind belangrijk groter zijn dan die van tegenwind, hoewel deze wind wel volledig als afremmende kracht doorwerkt.
In bogen kan de wielflens aanlopen doordat de trein zijdelings wegglijdt. Dit effect wordt tegengegaan door het spoor een dwarshelling te geven. Deze verkanting is afgestemd op de gebruikelijke snelheid; bij sneller of langzamer rijden kan de flens van het buiten- respectievelijk binnenwiel toch aanlopen. Hoe kleiner de boogstraal is, hoe vaker de flens aanloopt.
Bij wissels kan voor het afbuigende spoor geen verkanting worden toegepast doordat het rechtdoorgaande spoor dit niet toelaat. Ook hier zal het aanlopen van de flens vaker voorkomen.

### Slip
Soms zijn bogen zo krap dat het verschil in diameter van de loopvlakken van de treinwielen te klein is om het lengteverschil tussen de binnenliggende en de buitenliggende rail op te vangen. Dat kan het geval zijn bij wissels en het komt ook regelmatig voor in tramnetten. In die gevallen zal het spoorwiel wat slippen over de rail. Dat geeft ook geluidsoverlast.

### Beperken van geluidsoverlast
Om geluidsoverlast en slijtage te beperken wordt bij wissels of bogen wel een 'conditioner' (speciaal smeermiddel) aangebracht op de wielen en soms ook op de rails. Dit wordt 'wiel-railconditionering' genoemd. Installaties voor het aanbrengen van de conditioner worden zowel in treinen als in het spoor geplaatst.

## Stoomlocomotief
Het feit dat de twee wielen samen op een as zitten en dus even snel draaien, is belangrijk bij een stoomlocomotief. Het is namelijk problematisch om een stoommachine in beweging te krijgen als de zuiger net in het dode punt is gestopt. Een locomotief heeft echter aan weerszijden een cilinder met zuiger, die een faseverschil van 90 graden hebben. Dat faseverschil blijft altijd bestaan. Altijd zal een van beide zuigers niet in het dode punt staan.